# Tarabo

Tarabo är en stad i centrala Bangladesh, och tillhör Dhakaprovinsen. Den ligger vid Shitalakshyafloden, strax öster om Dhaka. Folkmängden uppgick till 150 709 invånare 2011, på en yta av 19,39 km². Tarabo blev en egen kommun 2002.